# Оярбиде, Хорхе
Хо́рхе Оярби́де (исп. Jorge Luis Oyarbide Timote; 6 июня 1944, Пайсанду — 14 ноября 2013, Солимар, Сьюдад-де-ла-Коста) — уругвайский футболист, нападающий. Выступал за сборную Уругвая. Чемпион Южной Америки 1967 года.

## Биография
Хорхе Оярбиде прошёл через молодёжные команды «Пайсанду Белья Висты» и «Насьоналя». В основном составе последнего клуба дебютировал в 1961 году в возрасте 16 лет. Это была игра против бразильского Сантоса с Пеле. С «больсос» Оярбиде дважды выигрывал чемпионат Уругвая и дважды доходил до финала Кубка Либертадорес, но оба раза уступал командам из аргентинской Авельянеды — в 1964 году сильнее был «Индепендьенте», а в 1967 году — «Расинг». За семь лет Оярбиде забил за «трёхцветных» 67 голов.
В 1968—1969 годах выступал за «Гремио», с которым стал чемпионом штата Риу-Гранди-ду-Сул. Следующие два года Оярбиде провёл в колумбийском «Хуниоре», после чего вернулся на родину, отыграв один сезон за воспитавшею его как игрока «Пайсанду Белья Висту». До 1976 года выступал за «Дефенсор», однако в 1974—1975 годах не играл из-за тяжёлой травмы. Нападающий планировал завершить карьеру, но тренер фиолетовых профессор Хосе Рикардо Де Леон уговорил ветерана провести ещё один сезон. Оярбиде помог «Дефенсору» в 1976 году впервые в истории стать чемпионом Уругвая. Завершил карьеру футболиста в 1977 году в мексиканском «Веракрусе».
В составе главной сборной Уругвая дебютировал 23 декабря 1961 года, а последний матч сыграл 2 февраля 1967 года. Всего за сборную сыграл семья матчей и забил пять голов. При этом пять матчей Хорхе сыграл в рамках домашнего чемпионата Южной Америки 1967 года, триумфатором которого он стал вместе со своей сборной. Оярбиде забил на турнире и все свои четыре мяча, став лучшим бомбардиром своей команды. Больше него на турнире — пять мячей — забил только аргентинец Луис Артиме. В 1966 году Оярбиде рассматривался в качестве кандидата на поездку на чемпионат мира, но этому помешала травма.
После завершения карьеры игрока Хорхе Оярбиде поселился в предместье Сьюдад-де-ла-Косты Солимар. Его сын Луис Оярбиде (род. 1986) также стал профессиональным футболистом, выступал за «Насьональ», «Сентраль Эспаньол», «Монтевидео Уондерерс» и другие команды.

## Титулы и достижения
- Чемпион Уругвая (3): 1963, 1966, 1976
- Чемпион штата Риу-Гранди-ду-Сул (1): 1968
- Финалист Кубка Либертадорес (2): 1964, 1967
- Чемпион Южной Америки (1): 1967